# 内藤泰子
内藤 泰子（ないとう やすこ、1932年10月4日 - 1982年8月30日）は、日本人女性。カンボジア人外交官と国際結婚してカンボジアに移住したが、1975年に始まるクメール・ルージュ（ポル・ポト派）支配下で、家族をすべて失う過酷な状況を生き抜き、クメール・ルージュ政権崩壊後の1979年に日本に帰国した。クメール・ルージュ政権支配下から生還した数少ない日本人として、マスコミで報道された人物である。

## 履歴
内藤は1955年、東京赴任中のカンボジア人外交官ソー・タンランと知り合い結婚。結婚時、内藤は23歳、ソー・タンランは39歳であった。近代においては日本人とカンボジア人の国際結婚の第一号であった。ソー・タンランの転勤に伴いサイゴン・モスクワ・ワルシャワなどで暮らした後、1972年夫の定年と共にカンボジア・プノンペンの自宅に戻る。一家は内藤とソー・タンラン、ソータンランと前妻の子3人、内藤とソーの子が2人、前妻の子の内男子2人はロン・ノル政権軍に入り、一家は5人で暮らしていた。
1972年のカンボジアはロン・ノル政権下にあったが、やがて共産軍（クメール・ルージュ/ポル・ポト派）勢力が伸張して支配地を増やしていき、共産軍は1975年1月首都プノンペンへの攻撃を始め、1975年4月17日にはプノンペンは陥落、4月18日には共産軍はカンボジア全土を支配する。内藤は在カンボジア日本大使館からカンボジア国外へ脱出するよう薦められるが、日本国籍を持ち脱出できるのは家族の中で内藤と東京で生まれた長男のみ、他の家族を残して脱出はできないと内藤はカンボジアに残ることにした。
成立したクメール・ルージュ（ポル・ポト派）政権は知識階層や旧支配層を知識階層や旧支配層であるというだけで処刑し、都市住民を農村に強制移住させた。クメール・ルージュ（ポル・ポト派）政権の非現実・非科学的な政策はカンボジア国民を飢えさせた。内藤の一家は3週間ほど徒歩で野宿しながらウドンへ行かされるが、ろくに食料も与えられないなか、長男は衰弱して死亡する。一家は次に移動したトラカップに4か月ほど滞在し、やはり極端に悪い食料事情のなかでネズミやカエルまで食べて飢えをしのぐが、次男、前妻の長女も亡くなり、一家はソーと内藤の2人だけになる。
1975年10月になると内藤とソーはプノンペンからは北西にはるかに離れたタイ国境に近いタペントモー村に連れて行かれ、政権からはジャングルを切り開き家を作り農業に従事するよう要求される。衣類を食料と交換しながら飢えをしのぐが夫ソーも遂に力尽き亡くなる。一人になった内藤は1976年4月にはやはりカンボジア北西部のタイ国境に近いマウ部落に移動する。マウ部落には2年半ほど滞在するが、食糧事情の悪い時期にはヘビやカエル、サソリやムカデまで食べて命をつなぐ。ポル・ポト派クメール・ルージュは旧ロン・ノル政権やベトナムにつながるものを大量虐殺するが、それはマウ部落でも行われ内藤はその大量虐殺の様子を目撃する事になる。
1979年1月7日、反ポル・ポト派のカンプチア救国民族統一戦線（ヘン・サムリン軍）とベトナム軍はプノンペンを占拠、クメール・ルージュ（ポルポト派）は辺境に追いやられる。内藤は1月中旬カンボジア北西部でカンプチア救国民族統一戦線（ヘン・サムリン軍）とベトナム軍が完全に支配する町シソフォンに移る。ベトナム軍は外国人である内藤を保護し丁重に扱うものの、シソフォン周辺にはポル・ポト派の残党が存在し、またヘン・サムリン政権はそれを承認していない日本政府とのパイプがなく、内藤が帰国できる目途はつかなかった。内藤はマウ部落滞在中に知り合ったクーリャン家の長女ランを養女にする。1979年5月タイ国境へ逃れたクーリャン家に従ったランは内藤の在タイ国日本大使館宛の手紙を持参するが、それはちょうどタイ/カンボジア国境に取材に来ていた日本の報道陣の手に渡ってバンコクの日本大使館に届き、内藤の生存が日本にも伝えられ、ベトナム政府を通じた交渉で内藤の帰国が実現する。
内藤は、4年間で700万のカンボジア国民の内100-200万もの死者を出す惨状の中を生き抜いた、数少ない日本人となった。
日本への帰国前後、内藤はその過酷なクメール・ルージュ政権下での体験をマスコミに語った。NHK総合テレビは1979年6月29日午後8時から50分番組『NHK特集「戦火を生きた日本人妻・カンボジア」4年間行方不明の内藤泰子さんの体験談・救出の記録』を放送し、内藤帰国時の1979年7月6日から9日にかけては日経・朝日・毎日・読売・サンケイ・中日の各紙は内藤の動静を連日報道する。内藤は体験記をサンケイ新聞に7月12日から9月6日まで連載し、著書『カンボジアわが愛』を出版するほか、『文藝春秋』などにも手記を発表し講演活動も行った。また近藤紘一などが内藤の体験に関する著述を発表した。
1982年8月30日、乳癌のため死去。

## 著書・寄稿文

### 単行本
- 内藤泰子『カンボジアわが愛 : 生と死の1500日』日本放送出版協会、1979年10月1日。NDLJP:12183597。
- 伊藤郁男、内藤泰子、栗栖弘臣、中村勝範『日本に明日はあるか』サンケイ出版社、1980年。

### 新聞
- 内藤泰子「私は生き残った」サンケイ新聞1979年7月12日から9月6日まで連載

### 雑誌
- 内藤泰子「私の難民体験」『文藝春秋』昭和54年9月特別号、文藝春秋、1979年、 118-125頁。
- 内藤泰子「地獄を見た私--カンボジアでの四年有余を語る（自由人権委講演記録）」『革新』 民社党本部教宣局、1979年11月、67-69頁。
- 内藤泰子「難民体験を通してみたカンボジア」『国際問題』 国際問題編集委員会、1979年11月、51-57頁。
- 内藤泰子「手記を書いたわけ--「カンボジアわが愛」について」『革新』 民社党本部教宣局、1979年11月、65-66頁。

## 関連書籍
- 近藤紘一「戦火と混迷の日々ー内藤泰子さんの体験を追いつつ－」サンケイ出版、1979年。
- 島村矩生「内藤泰子救出」『文藝春秋』昭和54年9月特別号、文藝春秋、1979年、 128-149頁。
- 鷹橋信夫「内藤泰子」『現代日本人物事典』旺文社編、旺文社、1986年、 734頁、 ISBN 978-4-010-71401-0。
- 細川美智子、井川一久『カンボジアの戦慄』朝日新聞社、1980年